# Une famille formidable (film, 1992)
Pour plus de détails, voir Fiche technique et Distribution.
Une famille formidable (Parenti serpenti) est un film italien réalisé par Mario Monicelli, sorti en 1992.

## Synopsis
Un vieux couple invite leurs enfants et leurs petits-enfants chez eux pour les fêtes de Noël. Tout se passe bien, dans le respect de la tradition, jusqu'à ce qu'ils demandent qui, de leurs deux fils et de leurs deux filles, veut les prendre chez eux, à présent qu'ils sont âgés. Ils proposent en échange de reverser leur retraite et de donner leur maison en héritage, mais aucun des enfants n'est prêt à céder son confort...

## Fiche technique
- Titre original : Parenti serpenti
- Titre français : Une famille formidable
- Réalisation : Mario Monicelli
- Scénario : Mario Monicelli, Carmine Amoroso, Suso Cecchi D'Amico et Piero De Bernardi
- Photographie : Franco Di Giacomo
- Montage : Ruggero Mastroianni
- Costumes : Lina Nerli Taviani
- Pays d'origine : Italie
- Date de sortie : 1992

## Distribution
- Tommaso Bianco : Michele
- Renato Cecchetto : Filippo
- Marina Confalone : Lina
- Alessandro Haber : Alfredo
- Cinzia Leone : Gina
- Eugenio Masciari : Alessandro
- Paolo Panelli : Grand-père Saverio
- Monica Scattini : Milena